# Jose Enrique Vaca
José Enrique Vaca est un footballeur mexicain né le 15 mai 1961 à Huichapan. Il était défenseur.

## Carrière
- 1979-1984 : Club Necaxa ( Mexique)
- 1984-1988 : Club América ( Mexique)
- 1988-1991 : Club Necaxa ( Mexique)
- 1991-1993 : Club América ( Mexique)

## Palmarès
- Championnat du Mexique de football : 1985, 1986, 1988
- Ligue des champions de la CONCACAF : 1992